# Gmina Sorø (1970–2006)
Gmina Sorø (duń. Sorø Kommune) była w latach 1970–2006 (włącznie) jedną z gmin w Danii w okręgu zachodniej Zelandii (Vestsjællands Amt).
Siedzibą władz gminy było miasto Sorø. 
Gmina Sorø została utworzona 1 kwietnia 1970 na mocy reformy podziału administracyjnego Danii. Po kolejnej reformie w 2007 r. weszła w skład nowej gminy Sorø.

## Dane liczbowe
- Liczba ludności: (♀ 7536 + ♂ 7850) = 15 386
  - wiek 0-6: 8,4%
  - wiek 7-16: 13,6%
  - wiek 17-66: 64,1%
  - wiek 67+: 13,9%
- zagęszczenie ludności: 103,3 osób/km²
- bezrobocie: 4,5% osób w wieku 17-66 lat
- cudzoziemcy z UE, Skandynawii i USA: 93 na 10 000 osób
- cudzoziemcy z krajów Trzeciego Świata: 171 na 10 000 osób
- liczba szkół podstawowych: 5 (liczba klas: 91)